# Свідерський Микола Миколайович
Мико́ла Микола́йович Свіде́рський (17.10.1920 м. Почаїв—22.01. 1987 м. Сідней) — український громадський і театральний діяч, актор, хореограф, драматург, педагог, радіожурналіст в Австралії. Син Миколи Свідерського.

## Короткий життєпис
Його батько — Свідерський Микола Олексійович (1892—1951) — був Комісаром Української Центральної Ради у Трапезунді.
Середню освіту здобув у Кременецькій торговій школі. (1937).
1949 року емігрував до Австралії. Вчителював в українських школах, викладав педагогічні курси в Новому Південному Уельсі.
Є одним із основоположників української громади Австралії. Долучився до заснування українського шкільництва, Пласту (станичний Сіднейської станиці), театру, першого танцювального гуртка, Товариства волинян. Провідник Ради Поневолених
Народів, належав до Ради Етичних Спільнот штату . Заступник  президента Секретаріату Світового Конгресу Вільних Українців (1974—1977 рр.).
Меценат та один із основоположників кафедри українознавства. Ініціатор створення секції українського радіомовлення при австралійському Етнічному Радіо 2ЕА.(1976-1987). На радіо був автором програм, також виступав як диктор та координатор. Автор статей у пресі та п'єс.